# Karl-Artur Kovar
Karl-Artur Kovar (* 24. Juni 1938 in Essen; † 4. September 2023 in Tübingen) war Professor für Pharmazeutische Analytik am Pharmazeutischen Institut der Universität Tübingen. Seine Arbeitsschwerpunkte waren analytische Verfahren wie die NIR-Spektroskopie und die Kopplung von analytischen Methoden wie DC-FT-Infrarotspektroskopie. Auch in der Analytik von Rausch- und Suchtmitteln leistete Kovar grundlegende wissenschaftliche Forschung. Auch nach seiner Emeritierung war Karl-Artur Kovar in der Ausbildung der Pharmaziepraktikanten, als Prüfer für den dritten Abschnitt der Pharmazeutischen Prüfung und in der Weiterbildung der Apotheker tätig.

## Leben und Beruf
Kovar wurde 1966 an der Universität Tübingen mit der Arbeit Die Konstitution des Dehydrohalorubremetins promoviert. Von 1978 bis 2004 war er dort Professor für Pharmazeutische Chemie und Pharmazeutische Analytik, von 2001 bis 2004 auch Direktor des Pharmazeutischen Instituts und 1984–1986 und nochmals 1996–1998 der Dekan der Fakultät für Chemie und Pharmazie. Von 1992 bis 1998 war er Mitglied des Nationalen Drogenrates der Bundesregierung, drei Jahre gehörte er der Drogen- und Suchtkommission des Bundesgesundheitsministeriums an. Auch in der Arzneimittelkommission der Deutschen Apotheker und der Deutschen Pharmazeutische Gesellschaft (DPhG), einer wissenschaftlichen Gesellschaft, beteiligte er sich. Einer seiner Arbeitsschwerpunkte, die Erforschung der Suchtkrankheiten, führte ihn in die Deutsche Gesellschaft für Suchtforschung und Suchttherapie, der er vier Jahre als Präsident vorstand.

## Tätigkeiten als Ausbilder
Auch nach seiner Emeritierung führte Kovar die baden-württembergischen begleitenden Unterrichtsveranstaltungen nach der Approbationsordnung für Apotheker fort, die er seit 1975 leitete. Diese Tätigkeit führte zu einer Buchveröffentlichung, dem Buch Der Pharmaziepraktikant, das als eines der Standardwerke in der Ausbildung zum Apotheker gilt. Auch in der Weiterbildung zum Fachapotheker für Analytik wie als Staatsexamens-Prüfer im dritten Abschnitt der Pharmazeutischen Prüfung war Kovar tätig.

## Forschungs- und Arbeits-Schwerpunkte
Die grundlegende Forschungsarbeit von Karl-Artur Kovar betraf die instrumentelle Analytik in der Pharmazie. Insbesondere die Nahinfrarotspektroskopie (NIR-Spektroskopie) entwickelte er weiter und erforschte die Anwendung von analytischen Kopplungsmethoden, also die gleichzeitige oder Nacheinander-Anwendung verschiedener analytischer Verfahren. Hier widmete er sich der Kopplung der Dünnschichtchromatografie (DC) mit nachfolgender Fourier-Transformations-Infrarotspektroskopie (FTIR) zur DC-FTIR, mit der er die Analytik von Rausch- und Suchtmitteln, einem weiteren Forschungsschwerpunkt, bereicherte und fortentwickelte. Besonderes Augenmerk legte er auf Ecstasy und andere Designerdrogen, vor allem deren Analytik, pharmakologische Wirkung und die psychischen, körperlichen und neurologischen Auswirkungen des Drogenmissbrauchs.

## Publikationen
Unter der Anleitung von Kovar wurden 99 Doktoranden promoviert, er veröffentlichte mehr als 250 Publikationen und einige Bücher, darunter Standardwerke in der Pharmazie-Ausbildung, wie „Der Pharmaziepraktikant“ oder „Pharmazeutische Praxis“ und den „Auterhoff-Kovar“ (Identifizierung von Arzneistoffen, sog. „Idefix“). Weitere Bücher und Buchbeiträge Kovars beschäftigen sich mit Arzneimittel-Missbrauch und Suchtgefahr, Psychoaktiven Substanzen sowie chromatographischen und IR-Analytik-Methoden. Auch an medizinischen Leitlinien zur Methadon-Substitution von Opioid-Abhängigen wirkte er mit.

## Auszeichnungen und Ehrungen
Im Jahr 1973 erhielt Kovar den 1. Bundesfilmpreis auf dem Deutschen Apothekertag in Berlin für den Kurzfilm „Nachweis von Haschisch und Marihuana im Apothekenlabor“. 1977 wurde ihm die Bronzemedaille der Universität Helsinki verliehen und 1992 die Verdienstmedaille in Gold der Landesapothekerkammer Baden-Württemberg.
Kovar war seit seiner Studentenzeit Mitglied der katholischen Studentenverbindung KStV Alamannia Tübingen im KV.